# Лебединцеви
Лебединцеви — український рід, що походить від священика села Зелена Діброва отця Гавриїла Лебединцева (нар. наприкінці 18 ст. — пом. у 1-й половині 19 ст.; мав 5 синів і 4 доньки). 
- Його старший син Арсеній Гаврилович (нар. 1818 — пом. 2 лютого 1898 в Одесі) закінчив Київську духовну семінарію і Київську духовну академію, 1843 року отримав посвячення, служив священиком в Одесі, водночас викладав у Одеській духовній семінарії. Під час Севастопольської оборони 1854—1855 був благочинним церков Південного берега Криму, звідти писав листи архієпископу Херсонському і Таврійському Інокентію  (Борисову) з повідомленнями про хід військових дій та про стан церков і духовенства (опубліковані 1896 року в Києві окремим виданням — «Письма протоиерея Арсения Лебединцева: Во время осады Севастополя»). Після закінчення осади, попри епідемію холери, ще 2 місяці жив у Криму. Потому через Київ і Москву переїхав до Санкт-Петербурга. Імператор Олександр II запропонував йому  місце в одній зі столичних церков, проте він повернувся до Одеси, спочатку служив там при церкві Стрітення, а згодом був призначений законовчителем Ришельєвської гімназії. 1872 року став кафедральним протоієреєм Спасо-Преображенського кафедрального собору. Друкував матеріали на загальні істор. та церковні історичні теми (опубліковані, зокрема, в «Херсонских Епархиальных ведомостях», «Записках Одесского Императорского общества истории и древностей», «Киевской старине»). Серед його праць: «Ханская Украина», «Описание Одесского кафедрального Преображенского собора», «Церковь Св. Екатерины в Одессе», «Мои воспоминания».

- Інший син — Петро Гаврилович — був церковним діячем, істориком.

- Ще один син — Данило Гаврилович (нар. 1821— пом. 25(13) березня 1897 в місті Санкт-Петербург) — став юристом, був таємним радником, помічником управляючого кодифікаційним відділом при військовій раді військового міністерства Російської імперії, членом багатьох військово-юридичних комісій. Написав кілька історичних довідок та споминів. Некрополі надруковані у: «Всемирная иллюстрация», 1897, т. 57, № 15; «Луч», 1897, № 58; «Новое время», 1897, № 7560; «Народ», 1897, № 93.

- Четвертий син — Феофан Гаврилович — став педагогом, церковним діячем, засновником часопису «Киевская старина».

- Про п'ятого сина отця Гавриїла — Миколу Гавриловича — та 4 доньок відомостей майже не залишилось. На цвинтарі біля церкви св. Марії Магдалини в місті Біла Церква до цього часу збереглися могили Миколи Гавриловича та дружини його брата Петра Гавриловича.

- Онук отця Гавриїла (син Феофана Гавриловича) — Костянтин Феофанович (13.10.1878 — 26.10.1925) народився в місті Радом (Польща). 1900 року закінчив Київський університет. У 1900—09 роках викладав математику в Київському комерційному училищі і на вищих жіночих курсах. За радянської влади працював професором і проректором Вищого інституту народної освіти (ІНО) у Києві, консультантом Народного комісара освіти УСРР, займався  науково-методичною роботою. Оприлюднив кілька праць з методики математики та шкільні підручники (деякі з них здобули широку популярність в українських школах і за кордоном — були перекладені польською та чеською мовами. Серед його праць: «Основания алгебры»,  1911, «Введение в современную методику математики», 1925, «Алгебра для трудової школи», 1928).